# Michał Kowalczuk
Michał Kowalczuk (ur. 1855 w Stanisławowie, zm. 14 marca 1938 we Lwowie) – polski architekt, konserwator zabytków i rzeźbiarz związany ze Lwowem. Docent Politechniki Lwowskiej.

## Życiorys
Ukończył szkołę realną w Stanisławowie. W 1874 rozpoczął studia na Wydziale Inżynierii Architektury Szkoły Politechnicznej we Lwowie, a po jej ukończeniu w 1880 podjął pracę w pracowni kamieniarskiej rodziny Schimserów. Po śmierci Leopolda Schimsera przedsiębiorstwo prowadziła wdowa po nim, Wiktoria Schimserowa. Pracując tam stworzył wiele nagrobków na Cmentarzu Łyczakowskim, m.in. grobowiec Artura Rotlendera-Rolanda, kaplica rodziny Bilińskich. W 1882 został asystentem w katedrze budownictwa macierzystej uczelni, a pięć lat później został wykładowcą historii architektury i wykładał ten przedmiot do 1914. Był autorem licznych prac dotyczących historii rzeźby i architektury, najpopularniejszą publikacją jest wydana w 1927 pt. „Cech budowniczy we Lwowie za czasów polskich do r. 1772”. Jako architekt zaprojektował wiele kamienic, obiektów sakralnych i obiektów użyteczności publicznej, w zarysie fasad tworzonych budynków często współpracował z rzeźbiarzem Bronisławem Sołtysem.
Został pochowany na Cmentarzu Łyczakowskim. Był żonaty z Joanną z domu Podhalicz (zm. 1942). Miał dzieci: Marię, Karolinę, Janinę. Edwarda, Tadeusza, Zygmunta. Jego wnukiem jest Jerzy Kowalczuk.

## Wybrane prace
- Kościół Świętej Rodziny i klasztor Reformatów we Lwowie ul. Janowska 66,
- cerkiew w Żelechowie Wielkim(1892),
- remont Katedry Łacińskiej (1892-1894),
- kamienica (1896-1897) ul. Stryjska 5,
- kamienica (1897) ul. Rzeźbiarska 5,
- kamienica (1902) ul. Potockiego 19,
- kamienice przy ul. Snopkowskiej 35-37 (1906-1907),
- willa M. Ostrowierchowa przy ul. Andrzeja Potockiego 21 (1900),
- willa własna przy ul. Andrzeja Potockiego 96 (1908)
- willa ul. Andrzeja Potockiego 59 (zburzona przed 1960),
- kamienica przy ul. Kijowskiej 23 (1908).